# Marius Vyšniauskas
Marius Vyšniauskas (ur. 23 września 1986 – litewski bokser, mistrz Litwy w roku 2007, 2008, 2009, 2010, 2011, 2012, 2013, 2014 i 2015. W roku 2006 reprezentował Litwę na Mistrzostwach Europy 2006 w Płowdiwie.
Na Mistrzostwach Europy 2006 rywalizował w najniżej kategorii, papierowej. W pierwszej walce jego rywalem był Mo Nasir, który zwyciężył wyraźnie na punkty (34:13), eliminując Litwina z dalszej rywalizacji.